# Jordan Johnson
Jordan Johnson (Richmond, 18 de novembro de 1988) é um lutador de artes marciais mistas estadunidense, que atualmente compete na divisão peso-meio-pesado do Ultimate Fighting Championship. Profissional desde 2014, ele também competiu no Resurrection Fighting Alliance.

## Antecedentes
Johnson nasceu em Richmond, Virgínia, em 18 de novembro de 1988. Ele começou a lutar wrestling na 6ª série, no Washington Jr High School, em Naperville, Illinois. De lá, ele continuou a lutar pelo Naperville North High School, onde se tornou o Campeão Estadual de Wrestling da High School de Illinois. Ele se mudou para Iowa no seu último ano na escola, ficando em 3º lugar no torneio estadual de Iowa. Após a formatura do ensino médio, Johnson assinou para lutar na Divisão I na prestigiada Universidade de Iowa. Ele foi duas vezes All-American na University Nationals (estilo livre) na baixa temporada.

## Carreira no MMA

### Início de carreira
Johnson fez sua estreia no MMA amador em 2013, compilando um expressivo cartel de 3-0, no peso-pesado. Ele se tornou profissional em 2014, acumulando um cartel profissional invicto de 6-0, se tornando o último campeão da história do RFA. Em janeiro de 2017, Johnson assinou com o UFC.

### Ultimate Fighting Championship
Johnson fez sua estreia na promoção contra Henrique da Silva, em 28 de janeiro de 2017, no UFC on Fox: Shevchenko vs. Peña. Ele ganhou a luta por decisão unânime.
Johnson enfrentou Marcel Fortuna, em 7 de julho de 2017, no The Ultimate Fighter 25 Finale. Ele ganhou a luta por decisão unânime.
Johnson enfrentou Adam Milstead, em 3 de março de 2018, no UFC 222. Ele ganhou a luta por decisão dividida.

## Cartel no MMA
| Cartel no MMA   |             |            |
| 15 lutas        | 12 vitórias | 2 derrotas |
| Por nocaute     | 1           | 1          |
| Por finalização | 5           | 0          |
| Por decisão     | 6           | 1          |
| Empates         | 1           | 1          |

| Res.    | Cartel | Oponente          | Método                   | Evento                                  | Data       | Round | Tempo | Local                      | Notas                                      |
| ------- | ------ | ----------------- | ------------------------ | --------------------------------------- | ---------- | ----- | ----- | -------------------------- | ------------------------------------------ |
| Derrota | 12-2-1 | Emiliano Sordi    | Nocaute Técnico (Socos)  | PFL 2019 Season Championships           | 31/12/2019 | 1     | 2:01  | Nova Iorque, Nova Iorque   |                                            |
| Vitória | 12-1-1 | Rashid Yosupov    | Decisão (Unânime)        | PFL 9: 2019 Season Playoffs             | 31/10/2019 | 3     | 5:00  | Las Vegas, Nevada          |                                            |
| Empate  | 11-1-1 | Maxim Grishin     | Empate (Majoritário)     | PFL 9: 2019 Season Playoffs 3           | 31/10/2019 | 2     | 5:00  | Las Vegas, Nevada          |                                            |
| Vitória | 11-1   | Sigi Pesadeli     | Decisão (Unânime)        | PFL 6: 2019 Regular Season              | 08/08/2019 | 3     | 5:00  | Atlantic City, Nova Jersey |                                            |
| Derrota | 10-1   | Maxim Grishin     | Decisão (Unânime)        | PFL 3: 2019 Regular Season              | 06/06/2019 | 3     | 5:00  | Uniondale, Nova Iorque     |                                            |
| Vitória | 10-0   | Adam Yandiev      | Finalização (katagatame) | UFC Fight Night: Hunt vs. Oliynyk       | 15/09/2018 | 2     | 0:42  | Moscovo                    |                                            |
| Vitória | 9-0    | Adam Milstead     | Decisão (dividida)       | UFC 222: Cyborg vs. Kunitskaya          | 03/03/2018 | 3     | 5:00  | Las Vegas, Nevada          |                                            |
| Vitória | 8-0    | Marcel Fortuna    | Decisão (unânime)        | The Ultimate Fighter: Redemption Finale | 07/07/2017 | 3     | 5:00  | Las Vegas, Nevada          |                                            |
| Vitória | 7-0    | Henrique da Silva | Decisão (unânime)        | UFC on Fox: Shevchenko vs. Peña         | 28/01/2017 | 3     | 5:00  | Denver, Colorado           | Estreia no UFC.                            |
| Vitória | 6-0    | LeMarcus Tucker   | Decisão (unânime)        | RFA 46                                  | 09/12/2016 | 5     | 5:00  | Branson, Missouri          | Ganhou o Cinturão Meio Pesado Vago do RFA. |
| Vitória | 5-0    | Shaun Asher       | Finalização (mata leão)  | RFA 39                                  | 17/07/2016 | 3     | 2:37  | Hammond, Indiana           |                                            |
| Vitória | 4-0    | Ryan Debelak      | Finalização (katagatame) | RFA 37                                  | 15/04/2016 | 1     | 1:02  | Sioux Falls, Dacota do Sul |                                            |
| Vitória | 3-0    | Gemenie Strehlow  | Finalização (anaconda)   | RFA 29                                  | 21/08/2015 | 1     | 0:48  | Sioux Falls, Dacota do Sul |                                            |
| Vitória | 2-0    | Ryan Scheeper     | Finalização (socos)      | PC MMA: Pinnacle Combat 17              | 04/10/2014 | 1     | 0:32  | Cedar Rapids, Iowa         |                                            |
| Vitória | 1-0    | Fernando Smith    | Nocaute Técnico (socos)  | Duel for Domination 7                   | 05/04/2014 | 1     | 2:01  | Mesa, Arizona              |                                            |